# Коппола, Роман
Роман Франсуа Коппола (англ. Roman François Coppola; род. 22 апреля 1965) — американский кинорежиссёр и режиссёр видеоклипов. Его номинировали на премию «Оскар» за лучший оригинальный сценарий к фильму 2012 года «Королевство полной луны».

## Детство и юность
Коппола родился в Нёйи-сюр-Сене, Франции, в семье художницы-декоратора Элинор Копполы (в девичестве Нил) и режиссёра Фрэнсиса Форда Копполы. Роман был рождён в Американской больнице в Нёйи-сюр-Сене, пока его отец был в Париже и писал сценарий к фильму «Горит ли Париж?». Он поступил в киношколу при Нью-Йоркском университете, школу искусств Тиша.

## Карьера
У Копполы была небольшая роль одного из сыновей Тома Хэгена в течение сцены похорон в фильме «Крёстный отец». Он также сыграл Сантино Корлеоне ещё мальчиком в фильме 1974 года «Крёстный отец 2». Он руководил визуальными эффектами в камере для фильма его отца 1992 года «Дракула».
Полнометражный дебют Копполы, Агент «Стрекоза», был показан на Каннском кинофестивале 2001 года. Он основал продюсерскую компанию «The Directors Bureau» и снял все видеоклипы для песен альбома Is This It и песни 12:51 из альбома Room on Fire группы The Strokes. Коппола снял клипы для артистов, включая Daft Punk, Моби, The Presidents of the United States of America, Ween, Green Day и Fatboy Slim. Он также был спонсором музыкального проекта кузена Джейсона Шварцмана, Coconut Records. Его видеоклип «Funky Squaredance» для Phoenix был приглашён в постоянную коллекцию Нью-Йоркского музея современного искусства. Он также является режиссёром телевидения. Коппола также является совладельцем студии «American Zoetrope» вместе со своей сестрой Софией Копполой.
Он работал в разных сферах кинопроизводства; был, в частности, режиссёром второй группы таких фильмов как «Дракула», «Джек», «Благодетель», «Молодость без молодости», «Тетро» (все пять сняты его отцом), «Водная жизнь Стива Зиссу», «Поезд на Дарджилинг. Отчаянные путешественники» (оба сняты Уэсом Андерсоном; Коппола также был сосценаристом и продюсером «Поезда»), а также «Девственницы-самоубийцы» и «Мария-Антуанетта» его сестры Софии. Коппола также был соавтором сценария фильма «Королевство полной луны» вместе с Андерсоном, получившим номинацию на премию «Оскар» за лучший оригинальный сценарий.
Коппола был сценаристом и режиссёром фильма «Умопомрачительные фантазии Чарльза Свона — третьего», независимого фильма 2013 года с Чарли Шином, Биллом Мюрреем и Джейсоном Шварцманом в главных ролях, и получил негативные отзывы.

### Личная жизнь
С 2013 года женат на певице и актрисе Дженнифер Фурчес. У них есть дочь и два сына.

## Видеография

### Фильмография
- Дух 76 года / The Spirit of '76 (с Лукасом Райнером) (1990) (сюжет только)
- Агент «Стрекоза» / CQ (2001) (режиссёр/сценарист)
- Поезд на Дарджилинг / The Darjeeling Limited (2007) (сосценарист; вместе с Уэсом Андерсоном и Джейсоном Шварцманом) (также режиссёр второй группы)
- Где-то / Somewhere (2010) (продюсер)
- Умопомрачительные фантазии Чарльза Свона — третьего / A Glimpse Inside the Mind of Charles Swan III (2012) (режиссёр/сценарист)
- На дороге / On the Road (2012) (продюсер)
- Королевство полной луны / Moonrise Kingdom (2012) (сосценарист; вместе с Уэсом Андерсоном)
- Элитное общество / The Bling Ring (2013) (продюсер)
- Роковое искушение / The Beguilet (2017) (продюсер)
- Остров собак / Isle of Dogs (2018) (сосценарист; вместе с Уэсом Андерсоном, Джейсоном Шварцманом и Куничи Номура)
- Последняя капля / On the Rocks (2020) (продюсер)
- Французский вестник / The French Dispatch (2021) (сосценарист; вместе с Уэсом Андерсоном, Джейсоном Шварцманом и Хьюго Гиннес)
- Город астероидов / Asteroid City  (2023) (сосценарист; вместе с Уэсом Андерсоном)

### Телевидение
- Моцарт в джунглях / Mozart in the Jungle (2014) (сосценарист; вместе с Джейсоном Шварцманом и Алексом Тимберсом)

### Короткометражки
- ¡El Tonto! (2012) (The Directors Bureau)
- Modern/Love (2012) (The Directors Bureau)
- The Mirror Between Us (2012) (The Directors Bureau)
- Eugene (2012) (The Directors Bureau)

### Видеоклипы
1994
- Nancy Boy — «Deep Sleep Motel»
- Ween — «Voodoo Lady»

1995
- Love Battery — «Harold’s Pink Room»
- The Presidents of the United States of America — «Lump» (версия #1) / «Kitty»
- Мэттью Свит — «Sick of Myself» / «We’re the Same»
- Майк Уотт (c Эваном Дандо) — «Piss Bottle Man»

1996
- Green Day — «Walking Contradiction»
- Mansun — «Taxloss»
- The Presidents of the United States of America — «Lump» (Version #2) / «Peaches» / «Dune Buggy» / «Mach 5»
- The Rentals — «Waiting»

1997
- Вайклеф Жан и The Refugee All-Stars (вместе с Джоном Форте и Pras) — «We Trying to Stay Alive»

1998
- God Lives Underwater — «From Your Mouth»
- Cassius — «Foxxy»
- Daft Punk — «Revolution 909»
- Fatboy Slim — «Gangster Trippin'»
- Moby — «Honey»

1999
- Cassius — «La Mouche»
- Supergrass — «We Still Need More (Than Anyone Can Give)»

2000
- Air — «Playground Love»
- Phoenix — «Funky Squaredance»
- Mellow — «Another Mellow Winter»

2001
- The Strokes — «Last Nite» (версия #2)

2002
- Марианна Фейтфулл — «Sex with Strangers»
- Phantom Planet — «California»
- The Strokes — «The Modern Age» / «Hard to Explain» (версия #2) / «Someday»
- The Vines — «Get Free»

2003
- Ima Robot — «Dynamite»
- The Strokes «12:51»

2004
- Phoenix — «Everything is Everything»

2006
- Phoenix — «Long Distance Call»
- Rooney — «Tell Me Soon»

2007
- Arctic Monkeys — «Teddy Picker»

2009
- Себастьен Телье — «L’Amour et La Violence»

2013
- Arcade Fire — «Here Comes The Night Time» / «We Exist»

2014
- Кайли Миноуг — «Sexercize»

2020
- Пол МакКартни — «Find My Way»